# Federația Ivoriană de Fotbal
Federația Ivoriană de Fotbal (franceză Fédération Ivoirienne de Football) este forul ce guvernează fotbalul în Coasta de Fildeș. Se ocupă de organizarea echipei naționale și a campionatului.